# Slovensko na Eurovision Song Contest
Slovensko se zúčastnilo 7 ročníků soutěže Eurovision Song Contest, poprvé v roce 1994. O rok dříve se neúspěšně pokoušelo do soutěže probojovat skrz kvalifikaci, rok 1993 se tak oficiálně mezi účasti země v Eurovizi nepočítá. Země pouze třikrát postoupila do finále, nejlépe se umístila na 18. místě. Kvůli špatným výsledkům Slovensko po roce 1998 ze soutěže odstoupilo a zpět se vrátilo až v roce 2009. Během čtyř ročníků se ale ani jednou neprobojovalo do finále a po roce 2012 opět soutěž opustilo.

## Výsledky
| Rok                                | Interpret                       | Píseň                   | Jazyk       | Finále             | Finále             | Semifinále  | Semifinále  |
| Rok                                | Interpret                       | Píseň                   | Jazyk       | Pořadí             | Body               | Pořadí      | Body        |
| ---------------------------------- | ------------------------------- | ----------------------- | ----------- | ------------------ | ------------------ | ----------- | ----------- |
| 1993                               | Elán                            | „Amnestia na neveru“    | slovenština | nekvalifikovalo se | nekvalifikovalo se | 4.          | 50          |
| 1994                               | Martin Ďurinda a Tublatanka     | „Nekonečná pieseň“      | slovenština | 19.                | 15                 | nekonalo se | nekonalo se |
| nekvalifikovalo se do ročníku 1995 |                                 |                         |             |                    |                    |             |             |
| 1996                               | Marcel Palonder                 | „Kým nás máš“           | slovenština | 18.                | 19                 | 17.         | 38          |
| nekvalifikovalo se do ročníku 1997 |                                 |                         |             |                    |                    |             |             |
| 1998                               | Katarína Hasprová               | „Modlitba“              | slovenština | 21.                | 8                  | nekonalo se | nekonalo se |
| bez účasti v letech 1999–2008      |                                 |                         |             |                    |                    |             |             |
| 2009                               | Kamil Mikulčík a Nela Pocisková | „Leť tmou“              | slovenština | nepostup           | nepostup           | 18.         | 8           |
| 2010                               | Kristína                        | „Horehronie“            | slovenština | nepostup           | nepostup           | 16.         | 24          |
| 2011                               | Twiins                          | „I'm Still Alive“       | angličtina  | nepostup           | nepostup           | 13.         | 48          |
| 2012                               | Max Jason Mai                   | „Don't Close Your Eyes“ | angličtina  | nepostup           | nepostup           | 18.         | 22          |

| Legenda | Legenda                              |
| ------- | ------------------------------------ |
| ◁       | poslední místo                       |
| X       | interpret vybrán, ale nezúčastnil se |

## Galerie

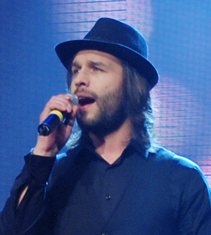
Kamil Mikulčík v Moskvě (2009)
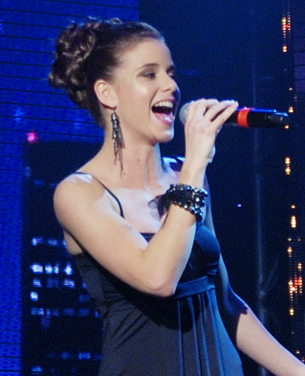
Nela Pocisková v Moskvě (2009)
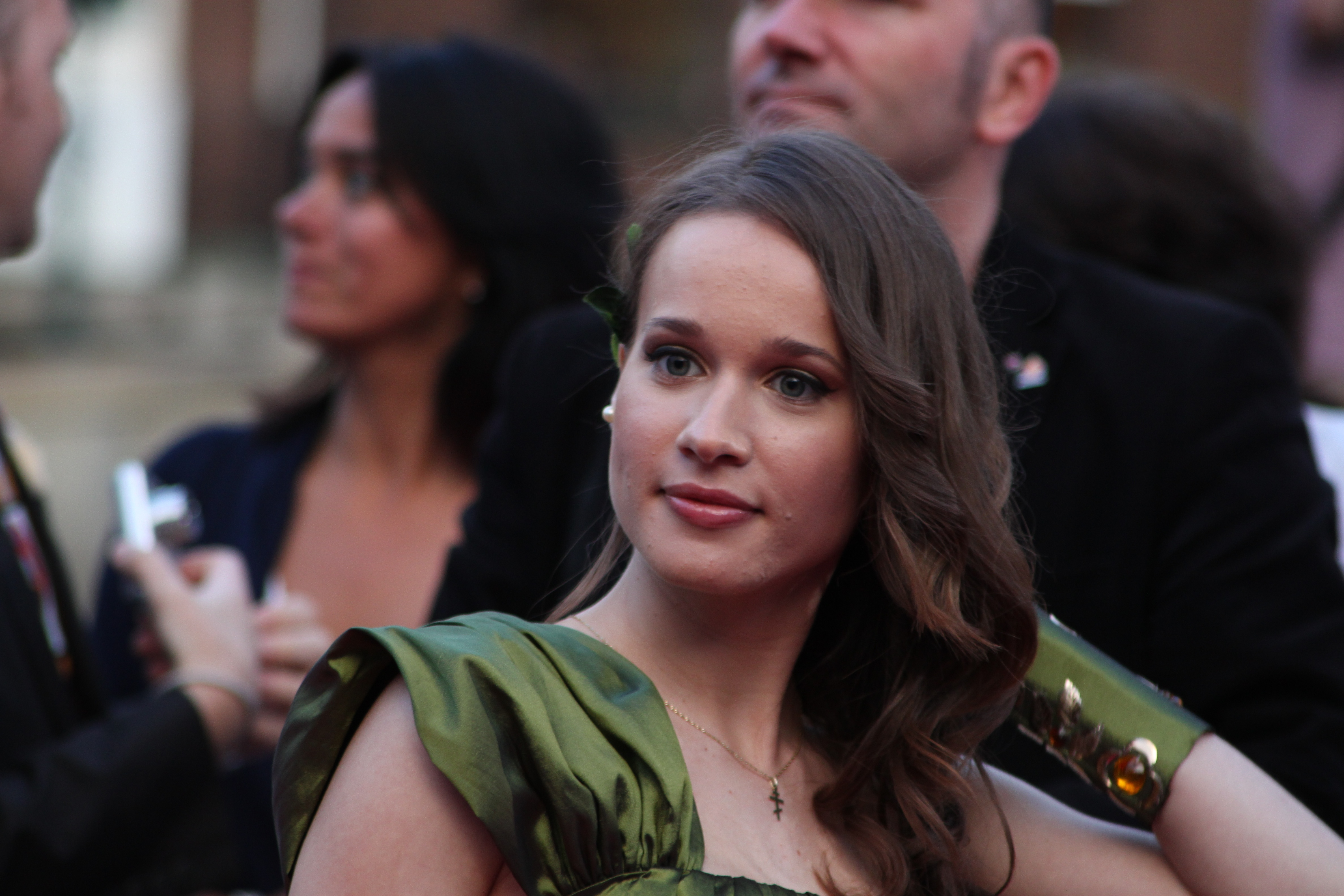
Kristína v Oslu (2010)
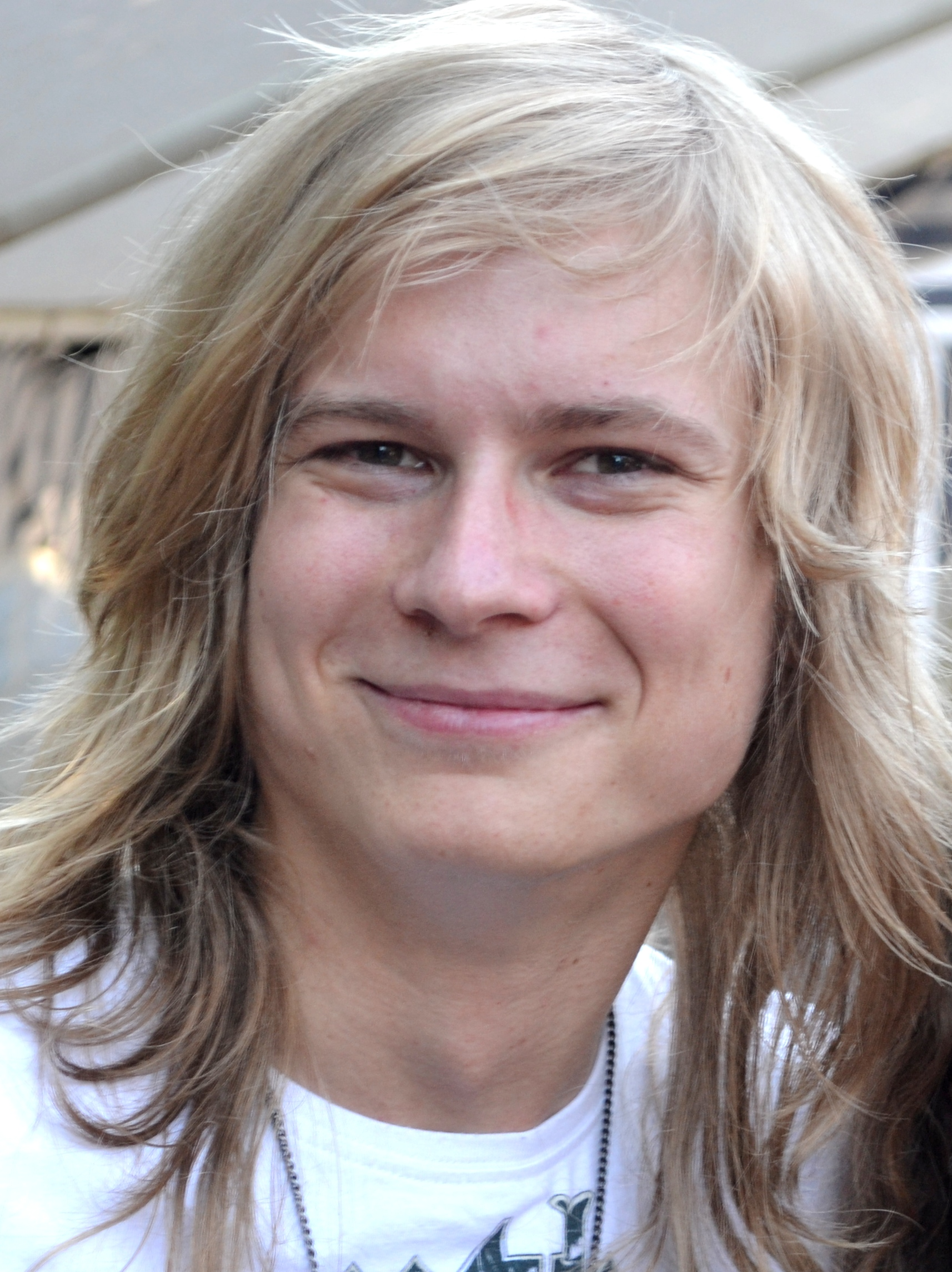
Max Jason Mai v Baku (2012)